# 卡马穆
卡马穆是巴西巴伊亚州的一个市镇。总面积885.195平方公里，总人口31568人，人口密度35.7人/平方公里。